# Giuseppe Chiot
Giuseppe Chiot (Ala, 13 luglio 1879 – Verona, 16 marzo 1960) è stato un presbitero italiano.

## Biografia
Ordinato sacerdote nel 1902, fu parroco della Chiesa di San Luca (Verona) dal 1914 divenendo nel contempo cappellano del Carcere degli Scalzi, incarico che mantenne fino al 1946.
Durante la sua attività di cappellano del carcere si interessò dei problemi dei reclusi favorendo iniziative culturali e lavorative come mezzo di rieducazione e di riscatto.
Dall'ottobre 1943 al gennaio 1944 fu vicino a Galeazzo Ciano e agli altri gerarchi fascisti condannati nel Processo di Verona e li assistette al momento della fucilazione l'11 gennaio 1944.  
In un filmato dell'epoca dell'Istituto Luce si vede Chiot a Forte San Procolo durante l'esecuzione e poi mentre si china per chiudere gli occhi e benedire il corpo di due dei fucilati. Ci sono anche ricostruzioni cinematografiche e televisive in cui Chiot appare come personaggio.
Nel periodo successivo alla fucilazione Chiot fu chiamato più volte da Mussolini, che risiedeva allora a Gargnano, per conoscere nei dettagli gli ultimi attimi di vita del genero Galeazzo Ciano.
A Verona una lapide che ricorda Giuseppe Chiot si trova nell'atrio dell'ingresso principale della chiesa di San Luca ed esiste la scuola primaria “Monsignor Chiot” in via Arnolfo di Cambio.
Un monumento che ritrae il cappellano in atteggiamento di ascolto tra due pietre bianche è dal 1989 nel largo don Giuseppe Chiot di fronte al luogo dove si trovava il carcere degli Scalzi.